# Lakefield (Minnesota)
Lakefield es una ciudad ubicada en el condado de Jackson en el estado estadounidense de Minnesota. En el Censo de 2010 tenía una población de 1694 habitantes y una densidad poblacional de 510,58 personas por km².

## Geografía
Lakefield se encuentra ubicada en las coordenadas 43°40′40″N 95°10′11″O / 43.67778, -95.16972. Según la Oficina del Censo de los Estados Unidos, Lakefield tiene una superficie total de 3.32 km², de la cual 3.32 km² corresponden a tierra firme y (0%) 0 km² es agua.

## Demografía
Según el censo de 2010, había 1694 personas residiendo en Lakefield. La densidad de población era de 510,58 hab./km². De los 1694 habitantes, Lakefield estaba compuesto por el 97.99% blancos, el 0.77% eran afroamericanos, el 0% eran amerindios, el 0.12% eran asiáticos, el 0% eran isleños del Pacífico, el 0.71% eran de otras razas y el 0.41% pertenecían a dos o más razas. Del total de la población el 2.18% eran hispanos o latinos de cualquier raza.